# Puente Colorado, Puebla
Puente Colorado är en ort i Mexiko.   Den ligger i kommunen Chapulco och delstaten Puebla, i den sydöstra delen av landet, 200 km öster om huvudstaden Mexico City. Puente Colorado ligger 2 201 meter över havet och antalet invånare är 606.
Terrängen runt Puente Colorado är kuperad åt sydväst, men åt nordost är den bergig. Runt Puente Colorado är det ganska tätbefolkat, med 179 invånare per kvadratkilometer. Närmaste större samhälle är Acultzingo, 6,2 km öster om Puente Colorado. I omgivningarna runt Puente Colorado växer huvudsakligen savannskog.